# District de Domfront
Le district de Domfront est une ancienne division territoriale française du département de l'Orne de 1790 à 1795.
Il était composé des cantons de Domfront, Athis, La Baroche, La Ferté-Macé, Flers, Lonlay, Messé, Passais et Tinchebray.